# Brésil aux Jeux olympiques d'été de 2024
Le Brésil participe aux Jeux olympiques de 2024 à Paris. Il s'agit de sa 24e participation à des Jeux olympiques d'été.
Les porte-drapeaux de la délégation brésilienne lors de la cérémonie d'ouverture sont le céiste Isaquias Queiroz et la joueuse de rugby à sept Raquel Kochhann (en).

## Nombre d’athlètes qualifiés par sport
Voici la liste des qualifiés et sélectionnés brésiliens par sport (remplaçants compris) :
| Sport                                            | Hommes | Femmes | Total |
| ------------------------------------------------ | ------ | ------ | ----- |
| Athlétisme                                       | 24     | 20     | 44    |
| Aviron                                           | 1      | 1      | 2     |
| Badminton                                        | 1      | 1      | 2     |
| Basket-ball                                      | 12     | 0      | 12    |
| Boxe                                             | 5      | 5      | 10    |
| Canoë-kayak                                      | 5      | 3      | 8     |
| Cyclisme                                         | 3      | 3      | 6     |
| Équitation                                       | 7      | 0      | 7     |
| Escrime                                          | 1      | 2      | 3     |
| Football                                         | 0      | 18     | 18    |
| Gymnastique                                      | 3      | 12     | 15    |
| Haltérophilie                                    | 0      | 2      | 2     |
| Handball                                         | 0      | 14     | 14    |
| Judo                                             | 7      | 6      | 13    |
| Lutte                                            | 0      | 1      | 1     |
| Sports aquatiques • Natation sportive • Plongeon | 11 0   | 9 1    | 20 1  |
| Pentathlon moderne                               | 0      | 1      | 1     |
| Rugby à sept                                     | 0      | 12     | 12    |
| Skateboard                                       | 6      | 6      | 12    |
| Surf                                             | 3      | 3      | 6     |
| Taekwondo                                        | 2      | 2      | 4     |
| Tennis                                           | 2      | 3      | 5     |
| Tennis de table                                  | 3      | 3      | 6     |
| Tir                                              | 1      | 2      | 3     |
| Tir à l'arc                                      | 1      | 1      | 2     |
| Triathlon                                        | 2      | 2      | 4     |
| Voile                                            | 7      | 5      | 12    |
| Volley-ball • Beach-volley • En salle            | 4 12   | 4 12   | 8 24  |
| Total                                            | 123    | 154    | 277   |

## Bilan général
| Sport       | Médaille d'or, Jeux olympiques | Médaille d'argent, Jeux olympiques | Médaille de bronze, Jeux olympiques | Total | Rang pays |
| ----------- | ------------------------------ | ---------------------------------- | ----------------------------------- | ----- | --------- |
| Athlétisme  | 0                              | 1                                  | 1                                   | 2     | 30e       |
| Boxe        | 0                              | 0                                  | 1                                   | 1     | 20e       |
| Canoë-kayak | 0                              | 1                                  | 0                                   | 1     | 12e       |
| Football    | 0                              | 1                                  | 0                                   | 1     | 3e        |
| Gymnastique | 1                              | 2                                  | 1                                   | 4     | 5e        |
| Judo        | 1                              | 1                                  | 2                                   | 4     | 5e        |
| Skateboard  | 0                              | 0                                  | 2                                   | 2     | 4e        |
| Surf        | 0                              | 1                                  | 1                                   | 2     | 3e        |
| Taekwondo   | 0                              | 0                                  | 1                                   | 1     | 13e       |
| Volley-ball | 1                              | 0                                  | 1                                   | 2     | 5e        |
| Total       | 3                              | 7                                  | 10                                  | 20    | 20e       |

| Jour       | Médaille d'or, Jeux olympiques | Médaille d'argent, Jeux olympiques | Médaille de bronze, Jeux olympiques | Total |
| ---------- | ------------------------------ | ---------------------------------- | ----------------------------------- | ----- |
| 28 juillet | 0                              | 1                                  | 2                                   | 3     |
| 30 juillet | 0                              | 0                                  | 1                                   | 1     |
| 1er août   | 0                              | 2                                  | 0                                   | 2     |
| 2 août     | 1                              | 0                                  | 0                                   | 1     |
| 3 août     | 0                              | 1                                  | 2                                   | 3     |
| 5 août     | 1                              | 0                                  | 0                                   | 1     |
| 6 août     | 0                              | 1                                  | 1                                   | 2     |
| 7 août     | 0                              | 0                                  | 1                                   | 1     |
| 8 août     | 0                              | 0                                  | 1                                   | 1     |
| 9 août     | 1                              | 1                                  | 1                                   | 3     |
| 10 août    | 0                              | 1                                  | 1                                   | 2     |
| Total      | 3                              | 7                                  | 10                                  | 20    |

| Sexe   | Médaille d'or, Jeux olympiques | Médaille d'argent, Jeux olympiques | Médaille de bronze, Jeux olympiques | Total |
| ------ | ------------------------------ | ---------------------------------- | ----------------------------------- | ----- |
| Hommes | 0                              | 3                                  | 4                                   | 7     |
| Femmes | 3                              | 4                                  | 5                                   | 12    |
| Mixte  | 0                              | 0                                  | 1                                   | 1     |
| Total  | 3                              | 7                                  | 10                                  | 20    |

## Médaillés
| Sport        | Discipline           | Athlète(s)               | Performance                                                 | Date   |
| ------------ | -------------------- | ------------------------ | ----------------------------------------------------------- | ------ |
| Judo         | Plus de 78 kg femmes | Beatriz Souza            | 01 - 00 contre Raz Hershko                                  | 2 août |
| Gymnastique  | Sol femmes           | Rebeca Andrade           | 14,166 points                                               | 5 août |
| Beach-volley | Tournoi féminin      | Ana Patrícia Duda Lisboa | 2-1 contre Melissa Humana-Paredes / Brandie Wilkerson (CAN) | 5 août |

| Sport       | Discipline                         | Athlète(s) | Performance                         | Date       |
| ----------- | ---------------------------------- | --- | ----------------------------------- | ---------- |
| Judo        | Moins de 66 kg hommes              | Willian Lima | 00 - 10 contre Hifumi Abe           | 28 juillet |
| Athlétisme  | 20 kilomètres marche masculin      | Caio Bonfim | 1 h 19 min 9 s                      | 1er août   |
| Gymnastique | concours général individuel femmes | Rebeca Andrade | 57,932 points                       | 1er août   |
| Gymnastique | saut de cheval femmes              | Rebeca Andrade | 14,966 points                       | 3 août     |
| Surf        | Compétition féminine               | Tatiana Weston-Webb | 10,33 - 10,50 contre Caroline Marks | 6 août     |
| Canoë-kayak | C1 1000 mètres hommes              | Isaquias Queiroz | 3 min 44 s 33                       | 9 août     |
| Football    | Tournoi féminin                    | Lorena Antônia Tarciane Rafaelle Souza Duda Sampaio Tamires Kerolin Vitória Yaya Adriana Marta Jheniffer Tainá Yasmim Ludmila da Silva Thaís Gabi Nunes Ana Vitória Gabi Portilho Priscila Angelina Lauren Luciana | 0-1 contre États-Unis               | 10 août    |

| Sport       | Discipline                          | Athlète(s) | Performance                       | Date       |
| ----------- | ----------------------------------- | --- | --------------------------------- | ---------- |
| Skateboard  | Street féminin                      | Rayssa Leal | 253.37                            | 28 juillet |
| Skateboard  | Park masculin                       | Augusto Akio | 91.85                             | 7 août     |
| Judo        | Moins de 52 kg femmes               | Amandine Buchard | 10 - 00 contre Odette Giuffrida   | 28 juillet |
| Judo        | Par équipes                         | - Daniel Cargnin - Leonardo Gonçalves (en) - Willian Lima - Rafael Macedo (en) - Guilherme Schimidt (en) - Rafael Silva - Larissa Pimenta - Ketleyn Quadros - Rafaela Silva - Beatriz Souza                               | 4 - 3 contre Italie               | 3 août     |
| Gymnastique | concours général par équipes femmes | Rebeca Andrade Jade Barbosa Lorrane Oliveira (en) Flávia Saraiva Júlia Soares | 164.497                           | 30 juillet |
| Boxe        | Poids légers femmes (-63,5 kg)      | Beatriz Ferreira | 1 - 4 contre Kellie Harrington    | 3 août     |
| Surf        | Shortboard hommes                   | Gabriel Medina | 15.53                             | 6 août     |
| Taekwondo   | Moins de 68 kg hommes               | Edival Pontes | 3-3, 4-6, 4-3 contre Javier Pérez | 8 août     |
| Athlétisme  | 400 mètres haies masculin           | Alison dos Santos | 47 s 36                           | 9 août     |
| Volley-ball | Tournoi féminin                     | Nyeme Costa Diana Duarte Macris Carneiro Thaísa Menezes Rosamaria Montibeller Roberta Ratzke Gabriela Guimarães Ana Cristina de Souza Natália Araújo Ana Carolina da Silva Júlia Bergmann Tainara Santos Lorenne Teixeira | 3-1 contre Turquie                | 10 août    |

## Résultats

### Athlétisme

#### Hommes
| Athlètes                                                                                        | Épreuve          | Premier tour (ou tour préliminaire) | Premier tour (ou tour préliminaire) | Repêchage (ou premier tour) | Repêchage (ou premier tour) | Demi-finales | Demi-finales | Finale          | Finale                              |
| Athlètes                                                                                        | Épreuve          | Temps                               | Rang                                | Temps                       | Rang                        | Temps        | Rang         | Temps           | Rang                                |
| ----------------------------------------------------------------------------------------------- | ---------------- | ----------------------------------- | ----------------------------------- | --------------------------- | --------------------------- | ------------ | ------------ | --------------- | ----------------------------------- |
| Erik Cardoso                                                                                    | 100 m            | 10 s 35                             | 6e                                  | Éliminé                     | Éliminé                     | Éliminé      | Éliminé      | Éliminé         | Éliminé                             |
| Felipe Bardi                                                                                    | 100 m            | 10 s 18                             | 4e                                  | Éliminé                     | Éliminé                     | Éliminé      | Éliminé      | Éliminé         | Éliminé                             |
| Paulo André Camilo                                                                              | 100 m            | 10 s 46                             | 8e                                  | Éliminé                     | Éliminé                     | Éliminé      | Éliminé      | Éliminé         | Éliminé                             |
| Renan Gallina                                                                                   | 200 m            | 20 s 41                             | 3e                                  | Dispensé                    | Dispensé                    | 20 s 60      | 6e           | Éliminé         | Éliminé                             |
| Lucas Carvalho                                                                                  | 400 m            | 45 s 85                             | 7e                                  | 46 s 24                     | 3e                          | Éliminé      | Éliminé      | Éliminé         | Éliminé                             |
| Eduardo de Deus                                                                                 | 110 m haies      | 13 s 37                             | 3e                                  | Dispensé                    | Dispensé                    | 13 s 43      | 6e           | Éliminé         | Éliminé                             |
| Rafael Pereira                                                                                  | 110 m haies      | 13 s 47                             | 6e                                  | 13 s 54                     | 1er                         | 13 s 87      | 6e           | Éliminé         | Éliminé                             |
| Alison dos Santos                                                                               | 400 m haies      | 48 s 75                             | 3e                                  | Dispensé                    | Dispensé                    | 47 s 95      | 3e           | 47 s 26         | Médaille de bronze, Jeux olympiques |
| Matheus Lima                                                                                    | 400 m haies      | 48 s 90                             | 2e                                  | Dispensé                    | Dispensé                    | 49 s 08      | 4e           | Éliminé         | Éliminé                             |
| Erik Cardoso Felipe Bardi Renan Gallina Gabriel Garcia Paulo André Camilo (r) Hygor Gabriel (r) | Relais 4 × 100 m | 38 s 73                             | 6e                                  | Non disputé                 | Non disputé                 | Non disputé  | Non disputé  | Éliminés        | Éliminés                            |
| Lucas Vilar Douglas Mendes Jadson Lima Matheus Lima Alison dos Santos (r)                       | Relais 4 × 400 m | 3 min 0 s 95                        | 5e                                  | Non disputé                 | Non disputé                 | Non disputé  | Non disputé  | Éliminés        | Éliminés                            |
| Max Batista                                                                                     | 20 km marche     | Non disputé                         | Non disputé                         | Non disputé                 | Non disputé                 | Non disputé  | Non disputé  | 1 h 22 min 16 s | 28e                                 |
| Caio Bonfim                                                                                     | 20 km marche     | Non disputé                         | Non disputé                         | Non disputé                 | Non disputé                 | Non disputé  | Non disputé  | 1 h 19 min 9 s  | Médaille d'argent, Jeux olympiques  |
| Matheus Corrêa                                                                                  | 20 km marche     | Non disputé                         | Non disputé                         | Non disputé                 | Non disputé                 | Non disputé  | Non disputé  | 1 h 24 min 25 s | 39e                                 |

| Athlètes                 | Épreuve           | Qualification | Qualification | Finale      | Finale  |
| Athlètes                 | Épreuve           | Performance   | Rang          | Performance | Rang    |
| ------------------------ | ----------------- | ------------- | ------------- | ----------- | ------- |
| Fernando Ferreira        | Saut en hauteur   | 2,20 m        | 7e            | Éliminé     | Éliminé |
| Lucas Marcelino          | Saut en longueur  | Pas de marque | Pas de marque | Éliminé     | Éliminé |
| Almir dos Santos         | Triple saut       | 17,06 m       | 5e            | 16,41 m     | 11e     |
| Welington Morais         | Lancer du poids   | Pas de marque | Pas de marque | Éliminé     | Éliminé |
| Luiz Maurício da Silva   | Lancer du javelot | 85,91 m       | 6e            | 80,67 m     | 11e     |
| Pedro Henrique Rodrigues | Lancer du javelot | 79,46 m       | 19e           | Éliminé     | Éliminé |

| Athlètes               | Épreuve  | 100 m   | SL     | LP      | SH     | 400 m   | 110 m H | LD      | SP     | LJ      | 1 500 m       | Total | Rang |
| ---------------------- | -------- | ------- | ------ | ------- | ------ | ------- | ------- | ------- | ------ | ------- | ------------- | ----- | ---- |
| José Fernando Ferreira | Résultat | 10 s 66 | 7,24 m | 13,97 m | 1,93 m | 48 s 78 | 14 s 00 | 42,86 m | 4,80 m | 70,58 m | 4 min 49 s 73 | 8 213 | 14e  |
| José Fernando Ferreira | Points   | 938     | 871    | 727     | 740    | 872     | 975     | 723     | 849    | 898     | 620           | 8 213 | 14e  |

#### Femmes
| Athlètes                | Épreuve         | Premier tour (ou tour préliminaire) | Premier tour (ou tour préliminaire) | Repêchage (ou premier tour) | Repêchage (ou premier tour) | Demi-finales | Demi-finales | Finale          | Finale   |
| Athlètes                | Épreuve         | Temps                               | Rang                                | Temps                       | Rang                        | Temps        | Rang         | Temps           | Rang     |
| ----------------------- | --------------- | ----------------------------------- | ----------------------------------- | --------------------------- | --------------------------- | ------------ | ------------ | --------------- | -------- |
| Vitória Cristina Rosa   | 100 m           | 12 s 02                             | 8e                                  | Éliminée                    | Éliminée                    | Éliminée     | Éliminée     | Éliminée        | Éliminée |
| Ana Carolina Azevedo    | 100 m           | 11 s 32                             | 4e                                  | Éliminée                    | Éliminée                    | Éliminée     | Éliminée     | Éliminée        | Éliminée |
| Ana Carolina Azevedo    | 200 m           | 23 s 37                             | 8e                                  | Éliminée                    | Éliminée                    | Éliminée     | Éliminée     | Éliminée        | Éliminée |
| Lorraine Martins        | 200 m           | 23 s 68                             | 8e                                  | Éliminée                    | Éliminée                    | Éliminée     | Éliminée     | Éliminée        | Éliminée |
| Tiffani Marinho         | 400 m           | 52 s 62                             | 5e                                  | 52 s 32                     | 6e                          | Éliminée     | Éliminée     | Éliminée        | Éliminée |
| Flávia de Lima          | 800 m           | 2 min 0 s 73                        | 6e                                  | 2 min 1 s 64                | 5e                          | Éliminée     | Éliminée     | Éliminée        | Éliminée |
| Chayenne da Silva       | 400 m haies     | 56 s 52                             | 7e                                  | 56 s 56                     | 7e                          | Éliminée     | Éliminée     | Éliminée        | Éliminée |
| Tatiane Raquel da Silva | 3 000 m steeple | 9 min 33 s 96                       | 10e                                 | Non disputé                 | Non disputé                 | Non disputé  | Non disputé  | Éliminée        | Éliminée |
| Érica de Sena           | 20 km marche    | Non disputé                         | Non disputé                         | Non disputé                 | Non disputé                 | Non disputé  | Non disputé  | 1 h 29 min 32 s | 13e      |
| Viviane Lyra            | 20 km marche    | Non disputé                         | Non disputé                         | Non disputé                 | Non disputé                 | Non disputé  | Non disputé  | 1 h 30 min 31 s | 18e      |
| Gabriela de Sousa       | 20 km marche    | Non disputé                         | Non disputé                         | Non disputé                 | Non disputé                 | Non disputé  | Non disputé  | 1 h 35 min 50 s | 36e      |

| Athlètes            | Épreuve           | Qualification | Qualification | Finale        | Finale        |
| Athlètes            | Épreuve           | Performance   | Rang          | Performance   | Rang          |
| ------------------- | ----------------- | ------------- | ------------- | ------------- | ------------- |
| Valdiléia Martins   | Saut en hauteur   | 1,92 m        | 11e           | Pas de marque | Pas de marque |
| Juliana Campos      | Saut à la perche  | 4,40 m        | 21e           | Éliminée      | Éliminée      |
| Lissandra Campos    | Saut en longueur  | 6,02 m        | 31e           | Éliminée      | Éliminée      |
| Eliane Martins      | Saut en longueur  | 6,36 m        | 23e           | Éliminée      | Éliminée      |
| Gabriele dos Santos | Triple saut       | 13,63 m       | 23e           | Éliminée      | Éliminée      |
| Lívia Avancini      | Lancer du poids   | 16,26 m       | 29e           | Éliminée      | Éliminée      |
| Ana Caroline Silva  | Lancer du poids   | 17,09 m       | 23e           | Éliminée      | Éliminée      |
| Izabela da Silva    | Lancer du disque  | 61,68 m       | 17e           | Éliminée      | Éliminée      |
| Andressa de Morais  | Lancer du disque  | 59,43 m       | 26e           | Éliminée      | Éliminée      |
| Jucilene de Lima    | Lancer du javelot | 57 356 m      | 28e           | Éliminée      | Éliminée      |

#### Mixte
| Athlètes                 | Épreuve                   | Finale         | Finale |
| Athlètes                 | Épreuve                   | Temps          | Rang   |
| ------------------------ | ------------------------- | -------------- | ------ |
| Caio Bonfim Viviane Lyra | Marche par équipes mixtes | 2 h 54 min 8 s | 7e     |

### Aviron
| Athlètes        | Compétition    | Série         | Série | Repêchage | Repêchage | Quart de finale | Quart de finale | Demi-finale                   | Demi-finale | Finale                 | Finale |
| Athlètes        | Compétition    | Temps         | Rang  | Temps     | Rang      | Temps           | Rang            | Temps                         | Rang        | Temps                  | Rang   |
| --------------- | -------------- | ------------- | ----- | --------- | --------- | --------------- | --------------- | ----------------------------- | ----------- | ---------------------- | ------ |
| Lucas Verthein  | Skiff masculin | 6 min 54 s 96 | 3e    | Exempté   | Exempté   | 6 min 55 s 36   | 4e              | Demi-finale C/D 6 min 55 s 07 | 1er         | Finale C 6 min 47 s 37 | 15e    |
| Beatriz Tavares | Skiff féminin  | 7 min 49 s 66 | 3e    | Exemptée  | Exemptée  | 7 min 47 s 29   | 4e              | Demi-finale C/D 7 min 49 s 96 | 3e          | Finale C 7 min 31 s 31 | 15e    |

### Badminton
| Athlètes       | Compétition   | Phase de groupes               | Phase de groupes            | Phase de groupes | 8e de finale     | Quarts de finale | Demi-finales     | Finale / 3e place | Finale / 3e place |
| Athlètes       | Compétition   | Adversaire Score               | Adversaire Score            | Rang             | Adversaire Score | Adversaire Score | Adversaire Score | Adversaire Score  | Rang              |
| -------------- | ------------- | ------------------------------ | --------------------------- | ---------------- | ---------------- | ---------------- | ---------------- | ----------------- | ----------------- |
| Ygor Coelho    | Simple hommes | Naraoka Défaite 16-21, 19-21   | Jeon Défaite 12-21, 19-21   | 3e du gr. J      | Éliminé          | Éliminé          | Éliminé          | Éliminé           | 27e               |
| Juliana Vieira | Simple dames  | Katethong Défaite 16-21, 19-21 | Lo SY Victoire 21-19, 21-14 | 2e du gr. D      | Éliminée         | Éliminée         | Éliminée         | Éliminée          | 27e               |

### Basket-ball
| Joueurs | Épreuve          | Phase de groupe      | Phase de groupe         | Phase de groupe       | Phase de groupe | Quart de finale           | Demi-finale      | Finale / MB      | Rang     |
| Joueurs | Épreuve          | Adversaire Score     | Adversaire Score        | Adversaire Score      | Rang            | Adversaire Score          | Adversaire Score | Adversaire Score | Rang     |
| --- | ---------------- | -------------------- | ----------------------- | --------------------- | --------------- | ------------------------- | ---------------- | ---------------- | -------- |
| Yago dos Santos Cristiano Felício Didi Vítor Benite Marcelinho Huertas Gui Santos Léonardo Meindl Raul Togni Neto Georginho Mãozinha Pereira Bruno Caboclo Lucas Dias | Tournoi masculin | France Défaite 66-78 | Allemagne Défaite 73-86 | Japon Victoire 102-84 | 3e              | États-Unis Défaite 87-122 | Éliminés         | Éliminés         | Éliminés |

### Boxe
| Athlètes              | Catégorie                   | 1/8e de finale               | Quart de finale        | Demi-finale         | Finale              | Rang    |
| Athlètes              | Catégorie                   | Adversaire Résultat          | Adversaire Résultat    | Adversaire Résultat | Adversaire Résultat | Rang    |
| --------------------- | --------------------------- | ---------------------------- | ---------------------- | ------------------- | ------------------- | ------- |
| Michael Trindade      | Poids mouches (-51 kg)      | Claro Défaite 0-5            | Éliminé                | Éliminé             | Éliminé             | Éliminé |
| Luiz Gabriel Oliveira | Poids plumes (-57 kg)       | Harvey Défaite 2-3           | Éliminé                | Éliminé             | Éliminé             | Éliminé |
| Wanderley Pereira     | Poids mi-lourds (-80 kg)    | Belony-Dulièpre Victoire 5-0 | Khyzhniak Défaite 0-5  | Éliminé             | Éliminé             | Éliminé |
| Keno Machado          | Poids lourds (-92 kg)       | Brown Victoire 4-1           | Mullojonov Défaite 0-5 | Éliminé             | Éliminé             | Éliminé |
| Abner Teixeira        | Poids super-lourds (+92 kg) | Congo Défaite 2-3            | Éliminé                | Éliminé             | Éliminé             | Éliminé |

| Athlètes            | Catégorie              | 1/8e de finale        | Quart de finale      | Demi-finale            | Finale              | Rang                                |
| Athlètes            | Catégorie              | Adversaire Résultat   | Adversaire Résultat  | Adversaire Résultat    | Adversaire Résultat | Rang                                |
| ------------------- | ---------------------- | --------------------- | -------------------- | ---------------------- | ------------------- | ----------------------------------- |
| Caroline de Almeida | Poids mouches (-50 kg) | Kyzaibay Défaite 0-5  | Éliminée             | Éliminée               | Éliminée            | Éliminée                            |
| Tatiana Chagas      | Poids coqs (-54 kg)    | Im Défaite 1-4        | Éliminée             | Éliminée               | Éliminée            | Éliminée                            |
| Jucielen Romeu      | Poids plumes (-57 kg)  | Mendoza Victoire 4-1  | Yıldız Défaite 1-4   | Éliminée               | Éliminée            | Éliminée                            |
| Beatriz Ferreira    | Poids légers (-60 kg)  | Gonzalez Victoire 5-0 | Heijnen Victoire 5-0 | Harrington Défaite 1-4 | Éliminée            | Médaille de bronze, Jeux olympiques |
| Bárbara Santos      | Poids welters (-66 kg) | Chen Défaite 0-5      | Éliminée             | Éliminée               | Éliminée            | Éliminée                            |

### Canoë-kayak

#### Course en ligne
| Athlète                       | Compétition | Séries        | Séries | Quarts de finale | Quarts de finale | Demi-finales  | Demi-finales | Finales A, B, C        | Finales A, B, C                    |
| Athlète                       | Compétition | Temps         | Rang   | Temps            | Rang             | Temps         | Rang         | Temps                  | Rang                               |
| ----------------------------- | ----------- | ------------- | ------ | ---------------- | ---------------- | ------------- | ------------ | ---------------------- | ---------------------------------- |
| Isaquias Queiroz              | C1 1 000 m  | 3 min 53 s 94 | 2e     | Exempté          | Exempté          | 3 min 44 s 80 | 2e           | Finale A 3 min 44 s 33 | Médaille d'argent, Jeux olympiques |
| Mateus Nunes                  | C1 1 000 m  | 3 min 52 s 60 | 3e     | 4 min 8 s 50     | 5e               | Éliminé       | Éliminé      | Éliminé                | Éliminé                            |
| Isaquias Queiroz Mateus Nunes | C2 500 m    | 1 min 39 s 38 | 3e     | 1 min 38 s 78    | 1er              | 1 min 39 s 95 | 3e           | Finale A 1 min 42 s 58 | 8e                                 |
| Vagner Souta                  | K1 1 000 m  | 3 min 46 s 17 | 4e     | 3 min 50 s 72    | 6e               | Éliminé       | Éliminé      | Éliminé                | Éliminé                            |

| Athlète             | Compétition | Séries        | Séries | Quarts de finale | Quarts de finale | Demi-finales                | Demi-finales | Finales A, B, C  | Finales A, B, C |
| Athlète             | Compétition | Temps         | Rang   | Temps            | Rang             | Temps                       | Rang         | Temps            | Rang            |
| ------------------- | ----------- | ------------- | ------ | ---------------- | ---------------- | --------------------------- | ------------ | ---------------- | --------------- |
| Valdenice Conceição | C1 200 m    | 48 s 57       | 2e     | Exemptée         | Exemptée         | 46 s 46                     | 5e           | Finale B 46 s 82 | 13e             |
| Ana Paula Vergutz   | K1 500 m    | 1 min 54 s 98 | 5e     | 1 min 56 s 09    | 5e               | Demi-finale F 1 min 54 s 19 | 8e           | Éliminée         | Éliminée        |

#### Slalom
| Athlète        | Compétition | Éliminatoires | Éliminatoires | Éliminatoires | Éliminatoires | Éliminatoires  | Éliminatoires | Demi-finales | Demi-finales | Finale   | Finale  |
| Athlète        | Compétition | Manche 1      | Manche 1      | Manche 2      | Manche 2      | Meilleur temps | Rang          | Demi-finales | Demi-finales | Finale   | Finale  |
| Athlète        | Compétition | Temps         | Rang          | Temps         | Rang          | Meilleur temps | Rang          | Temps        | Rang         | Temps    | Rang    |
| -------------- | ----------- | ------------- | ------------- | ------------- | ------------- | -------------- | ------------- | ------------ | ------------ | -------- | ------- |
| Pepe Gonçalves | C1 hommes   | 111 s 07      | 18e           | 154 s 48      | 19e           | 111 s 07       | 18e           | Éliminé      | Éliminé      | Éliminé  | Éliminé |
| Pepe Gonçalves | K1 hommes   | 86 s 64       | 6e            | 90 s 71       | 13e           | 8 664 s        | 8e            | 147 s 09     | 20e          | Éliminé  | Éliminé |
| Ana Sátila     | C1 femmes   | 109 s 95      | 13e           | 105 s 16      | 3e            | 105 s 16       | 8e            | 109 s 88     | 5e           | 112 s 70 | 5e      |
| Ana Sátila     | K1 femmes   | 98 s 83       | 12e           | 96 s 88       | 12e           | 96 s 88        | 14e           | 102 s 23     | 5e           | 100 s 69 | 4e      |

| Athlète        | Compétition | Contre-la-montre | Contre-la-montre | 1er tour | Repêchage | Séries | Quarts de finale | Demi- finales | Finale  | Classement final |
| Athlète        | Compétition | Temps            | Rang             | Rang     | Rang      | Rang   | Rang             | Rang          | Rang    | Classement final |
| -------------- | ----------- | ---------------- | ---------------- | -------- | --------- | ------ | ---------------- | ------------- | ------- | ---------------- |
| Pepe Gonçalves | KX1 hommes  | 66 s 41          | 2e               | 2e       | Exempté   | 4e     | Éliminé          | Éliminé       | Éliminé | 27e              |
| Ana Sátila     | KX1 femmes  | 72 s 64          | 5e               | 3e       | 1re       | 2e     | 2e               | 3e            | 4e      | 8e               |

### Cyclisme

#### BMX
| Athlète          | Compétition | Tour de classement | Tour de classement | Tour de classement | Tour de classement | Finale   | Finale   | Finale  | Finale |
| Athlète          | Compétition | Manche 1           | Manche 2           | Moyenne            | Rang               | Manche 1 | Manche 2 | Moyenne | Rang   |
| ---------------- | ----------- | ------------------ | ------------------ | ------------------ | ------------------ | -------- | -------- | ------- | ------ |
| Gustavo Oliveira | Hommes      | 85,51              | 86,07              | 85,79              | 8e                 | 90,20    | 88,20    | 90,20   | 6e     |

| Athlète    | Compétition | Quarts de finale | Quarts de finale | Repêchage      | Repêchage | Demi-finales | Demi-finales | Finale   | Finale   |
| Athlète    | Compétition | Points           | Rang             | Temps          | Rang      | Points       | Rang         | Résultat | Rang     |
| ---------- | ----------- | ---------------- | ---------------- | -------------- | --------- | ------------ | ------------ | -------- | -------- |
| Paola Reis | Femmes      | 16               | 15e              | 2 min 14 s 343 | 7e        | Éliminée     | Éliminée     | Éliminée | Éliminée |

#### Route
| Athlète         | Compétition     | Temps           | Rang |
| --------------- | --------------- | --------------- | ---- |
| Vinicius Rangel | Course en ligne | 6 h 39 min 31 s | 71e  |

| Athlète               | Compétition     | Temps           | Rang |
| --------------------- | --------------- | --------------- | ---- |
| Ana Vitória Magalhães | Course en ligne | 4 h 10 min 47 s | 74e  |

#### VTT
| Athlète              | Compétition | Temps           | Rang |
| -------------------- | ----------- | --------------- | ---- |
| Ulan Bastos Galinski | Hommes      | 1 h 30 min 55 s | 21e  |
| Raiza Goulão         | Femmes      | à 2 tours       | 28e  |

### Équitation
| Athlète           | Cheval       | Compétition | Grand Prix | Grand Prix | Grand Prix Freestyle | Grand Prix Freestyle | Grand Prix Freestyle | Total    | Total    |
| Athlète           | Cheval       | Compétition | Score      | Rang       | Score                | Total                | Rang                 | Score    | Rang     |
| ----------------- | ------------ | ----------- | ---------- | ---------- | -------------------- | -------------------- | -------------------- | -------- | -------- |
| João Victor Oliva | Feel Good VO | Individuel  | 70;093     | 33e        | ÉEliminé             | ÉEliminé             | ÉEliminé             | ÉEliminé | ÉEliminé |

| Athlète                                    | Cheval                                                             | Compétition | Qualification | Qualification | Qualification | Finale    | Finale   | Finale   |
| Athlète                                    | Cheval                                                             | Compétition | Pénalités     | Temps         | Rang          | Pénalités | Temps    | Rang     |
| ------------------------------------------ | ------------------------------------------------------------------ | ----------- | ------------- | ------------- | ------------- | --------- | -------- | -------- |
| Stephan Barcha Rodrigo Pessoa Pedro Veniss | Chevaux Primavera Montana Império Egípcio Major Tom Nimrod de Muze | Par équipes | Éliminés      | Éliminés      | Éliminés      | Éliminés  | Éliminés | Éliminés |
| Stephan Barcha                             | Chevaux Primavera Montana Império Egípcio                          | Individuel  | 0,00          | 76,03         | 13e           | 4,00      | 80,07    | 4e       |
| Yuri Mansur                                | Miss Blue                                                          | Individuel  | 19,00         | 93,37         | 62e           | Éliminé   | Éliminé  | Éliminé  |
| Rodrigo Pessoa                             | Major Tom                                                          | Individuel  | 0,00          | 77,03         | 17e           | Abandon   | Abandon  | Abandon  |

| Athlète                                                 | Cheval                                                    | Compétition | Dressage  | Dressage | Cross-country | Cross-country | Cross-country | Saut d'obstacles | Saut d'obstacles | Saut d'obstacles | Saut d'obstacles | Saut d'obstacles | Saut d'obstacles | Total     | Total   |
| Athlète                                                 | Cheval                                                    | Compétition | Dressage  | Dressage | Cross-country | Cross-country | Cross-country | Qualification    | Qualification    | Qualification    | Finale           | Finale           | Finale           | Total     | Total   |
| Athlète                                                 | Cheval                                                    | Compétition | Pénalités | Rang     | Pénalités     | Total         | Rang          | Pénalités        | Total            | Rang             | Pénalités        | Total            | Rang             | Pénalités | Rang    |
| ------------------------------------------------------- | --------------------------------------------------------- | ----------- | --------- | -------- | ------------- | ------------- | ------------- | ---------------- | ---------------- | ---------------- | ---------------- | ---------------- | ---------------- | --------- | ------- |
| Márcio Jorge Rafael Losano Carlos Parro Ruy Fonseca (r) | Castle Howard Casanova Withington Safira Ballypatrick SRS | Par équipes | 103,40    | 12e      | 74,00         | 177,40        | 12e           | 17,20            | 214,60           | 12e              | Non qualifiés    | Non qualifiés    | Non qualifiés    | 214,60    | 12e     |
| Márcio Jorge                                            | Castle Howard Casanova                                    | Individuel  | 33,30     | 33e      | 42,40         | 75,70         | 52e           | 4,00             | 79,70            | 44e              | Non qualifié     | Non qualifié     | Non qualifié     | 79,70     | 44e     |
| Rafael Losano                                           | Withington                                                | Individuel  | 32,40     | 30e      | 9,20          | 41,60         | 30e           | 8,80             | 50,40            | 29e              | Non qualifié     | Non qualifié     | Non qualifié     | 50,40     | 29e     |
| Carlos Parro                                            | Safira                                                    | Individuel  | 37,70     | 51e      | 22,40         | 60,10         | 42e           | Forfait          | Forfait          | Forfait          | Forfait          | Forfait          | Forfait          | Forfait   | Forfait |

### Escrime
| Athlète         | Compétition      | 1/32e de finale  | Seizièmes de finale | Huitièmes de finale | Quarts de finale | Demi-finales     | Finale           | Rang |
| Athlète         | Compétition      | Adversaire Score | Adversaire Score    | Adversaire Score    | Adversaire Score | Adversaire Score | Adversaire Score | Rang |
| --------------- | ---------------- | ---------------- | ------------------- | ------------------- | ---------------- | ---------------- | ---------------- | ---- |
| Guilherme Toldo | Fleuret masculin | Exempté          | Mo Défaite 7-15     | Éliminé             | Éliminé          | Éliminé          | Éliminé          | 20e  |

| Athlète              | Compétition     | 1/16e de finale        | 1/8e de finale     | Quarts de finale | Demi-finale      | Finale           | Rang |
| Athlète              | Compétition     | Adversaire Score       | Adversaire Score   | Adversaire Score | Adversaire Score | Adversaire Score | Rang |
| -------------------- | --------------- | ---------------------- | ------------------ | ---------------- | ---------------- | ---------------- | ---- |
| Nathalie Moellhausen | Épée féminine   | Exemptée               | Xiao Défaite 11-15 | Éliminée         | Éliminée         | Éliminée         | 19e  |
| Mariana Pistoia      | Fleuret féminin | Catantan Défaite 13-15 | Éliminée           | Éliminée         | Éliminée         | Éliminée         | 32e  |

### Football
| Joueuses | Épreuve         | Premier tour         | Premier tour      | Premier tour        | Premier tour | Quart de finale     | Demi-finale          | Finale / MB            | Rang                               |
| Joueuses | Épreuve         | Adversaire Score     | Adversaire Score  | Adversaire Score    | Rang         | Adversaire Score    | Adversaire Score     | Adversaire Score       | Rang                               |
| --- | --------------- | -------------------- | ----------------- | ------------------- | ------------ | ------------------- | -------------------- | ---------------------- | ---------------------------------- |
| Adriana Ana Vitória Angelina Antônia Duda Sampaio Gabi Nunes Gabi Portilho Jheniffer Kerolin Lauren Lorena Luciana Ludmila Marta Priscila Rafaelle Souza Tainá Tamires Tarciane Thaís Vitória Yaya Yasmim | Tournoi féminin | Nigeria Victoire 1-0 | Japon Défaite 1-2 | Espagne Défaite 0-2 | 3e           | France Victoire 1-0 | Espagne Victoire 4-2 | États-Unis Défaite 0-1 | Médaille d'argent, Jeux olympiques |

### Gymnastique artistique
| Athlète        | Compétition      | Qualifications | Qualifications | Qualifications | Qualifications | Qualifications    | Qualifications | Qualifications | Qualifications | Finale       | Finale         | Finale       | Finale       | Finale            | Finale       | Finale       | Finale       |
| Athlète        | Compétition      | Appareil       | Appareil       | Appareil       | Appareil       | Appareil          | Appareil       | Total          | Rang           | Appareil     | Appareil       | Appareil     | Appareil     | Appareil          | Appareil     | Total        | Rang         |
| Athlète        | Compétition      | Sol            | Cheval d'arçon | Anneaux        | Saut           | Barres parallèles | Barre fixe     | Total          | Rang           | Sol          | Cheval d'arçon | Anneaux      | Saut         | Barres parallèles | Barre fixe   | Total        | Rang         |
| -------------- | ---------------- | -------------- | -------------- | -------------- | -------------- | ----------------- | -------------- | -------------- | -------------- | ------------ | -------------- | ------------ | ------------ | ----------------- | ------------ | ------------ | ------------ |
| Diogo Soares   | Concours général | 13,100         | 13,600         | 13,033         | 14,200         | 13,933            | 14,133         | 81,999         | 19e            | 13,133       | 11,566         | 12,033       | 14,500       | 13,733            | 13,733       | 78,698       | 23e          |
| Arthur Mariano | Barre fixe       | -              | -              | -              | -              | -                 | 12,900         | -              | 44e            | Non qualifié | Non qualifié   | Non qualifié | Non qualifié | Non qualifié      | Non qualifié | Non qualifié | Non qualifié |

| Athlète          | Qualifications | Qualifications      | Qualifications | Qualifications | Qualifications | Qualifications | Finale   | Finale              | Finale   | Finale   | Finale  | Finale                              |
| Athlète          | Appareil       | Appareil            | Appareil       | Appareil       | Total          | Rang           | Appareil | Appareil            | Appareil | Appareil | Total   | Rang                                |
| Athlète          | Saut           | Barres asymétriques | Poutre         | Sol            | Total          | Rang           | Saut     | Barres asymétriques | Poutre   | Sol      | Total   | Rang                                |
| ---------------- | -------------- | ------------------- | -------------- | -------------- | -------------- | -------------- | -------- | ------------------- | -------- | -------- | ------- | ----------------------------------- |
| Rebeca Andrade   | 14,900         | 14,400              | 14,500         | 13,900         | 57,700         | 2e             | 15,100   | 14,533              | 14,133   | 14,200   | -       | -                                   |
| Jade Barbosa     | 13,733         | 12,733              | 13,100         | 13,500         | 50,066         | 20e            | 13,366   | -                   | -        | -        | -       | -                                   |
| Lorrane Oliveira | 12,900         | -                   | -              | -              | -              | -              | -        | 13,000              | -        | -        | -       | -                                   |
| Flávia Saraiva   | 14,100         | 13,800              | 13,133         | 13,166         | 54,199         | 11e            | -        | -                   | 12,400   | 13,233   | -       | -                                   |
| Júlia Soares     | -              | -                   | 13,800         | 13,500         | -              | -              | -        | -                   | 12,400   | 13,233   | -       | -                                   |
| Total            | 42,733         | 41,433              | 41,433         | 40,900         | 166,499        | 4e             | 41,665   | 42,665              | 41,199   | 39,965   | 164,497 | Médaille de bronze, Jeux olympiques |

| Athlète        | Compétition      | Qualifications                 | Qualifications                 | Qualifications                 | Qualifications                 | Qualifications                 | Qualifications                 | Finale   | Finale              | Finale   | Finale   | Finale | Finale                             |
| Athlète        | Compétition      | Appareil                       | Appareil                       | Appareil                       | Appareil                       | Total                          | Rang                           | Appareil | Appareil            | Appareil | Appareil | Total  | Rang                               |
| Athlète        | Compétition      | Saut                           | Barres asymétriques            | Poutre                         | Sol                            | Total                          | Rang                           | Saut     | Barres asymétriques | Poutre   | Sol      | Total  | Rang                               |
| -------------- | ---------------- | ------------------------------ | ------------------------------ | ------------------------------ | ------------------------------ | ------------------------------ | ------------------------------ | -------- | ------------------- | -------- | -------- | ------ | ---------------------------------- |
| Flávia Saraiva | Concours général | Voir les résultats par équipes | Voir les résultats par équipes | Voir les résultats par équipes | Voir les résultats par équipes | Voir les résultats par équipes | Voir les résultats par équipes | 13,633   | 13,900              | 14,266   | 12,233   | 54,032 | 9e                                 |
| Rebeca Andrade | Concours général | Voir les résultats par équipes | Voir les résultats par équipes | Voir les résultats par équipes | Voir les résultats par équipes | Voir les résultats par équipes | Voir les résultats par équipes | 15,100   | 14,666              | 14,133   | 14,033   | 57,932 | Médaille d'argent, Jeux olympiques |
| Rebeca Andrade | Saut de cheval   | 14,683                         | -                              | -                              | -                              | -                              | 2e                             | 14,966   | -                   | -        | -        | -      | Médaille d'argent, Jeux olympiques |
| Rebeca Andrade | Sol              | -                              | -                              | -                              | 13,900                         | -                              | 2e                             | -        | -                   | -        | 14,166   | -      | Médaille d'or, Jeux olympiques     |
| Rebeca Andrade | Poutre           | -                              | -                              | 14,500                         | -                              | -                              | 3e                             | -        | -                   | 13,933   | -        | -      | 4e                                 |
| Júlia Soares   | Poutre           | -                              | -                              | 13,800                         | -                              | -                              | 8e                             | -        | -                   | 12,333   | -        | -      | 7e                                 |

### Gymnastique rythmique
| Athlète          | Qualification | Qualification | Qualification | Qualification | Qualification | Qualification | Finale | Finale | Finale | Finale | Finale  | Finale |
| Athlète          |               |               |               |               | Total         | Rang          |        |        |        |        | Total   | Rang   |
| ---------------- | ------------- | ------------- | ------------- | ------------- | ------------- | ------------- | ------ | ------ | ------ | ------ | ------- | ------ |
| Bárbara Domingos | 34,750        | 33,100        | 30,200        | 31,700        | 129,750       | 8e            | 29,600 | 33,200 | 31,200 | 29,100 | 123,100 | 10e    |

| Athlètes                                                                          | Qualification | Qualification | Qualification | Qualification | Finale    | Finale    | Finale    | Finale    |
| Athlètes                                                                          | 5             | 3 + 2         | Total         | Rang          | 5         | 3 + 2     | Total     | Rang      |
| --------------------------------------------------------------------------------- | ------------- | ------------- | ------------- | ------------- | --------- | --------- | --------- | --------- |
| Maria Eduarda Arakaki Victória Borges Déborah Medrado Sofia Pereira Nicole Pircio | 35,950        | 24,950        | 60,900        | 9e            | Éliminées | Éliminées | Éliminées | Éliminées |

### Haltérophilie
| Athlète       | Compétition    | Arraché  | Arraché | Épaulé-jeté | Épaulé-jeté | Total  | Rang |
| Athlète       | Compétition    | Résultat | Rang    | Résultat    | Rang        | Total  | Rang |
| ------------- | -------------- | -------- | ------- | ----------- | ----------- | ------ | ---- |
| Amanda Schott | Moins de 71 kg | 106 kg   | 7e      | 123 kg      | 9e          | 229 kg | 8e   |
| Laura Amaro   | Moins de 81 kg | 105 kg   | 7e      | 135 kg      | 7e          | 240 kg | 7e   |

### Handball
| Joueuses | Épreuve         | Premier tour           | Premier tour          | Premier tour         | Premier tour           | Premier tour          | Premier tour | Quart de finale       | Demi-finale      | Finale / MB      | Rang |
| Joueuses | Épreuve         | Adversaire Score       | Adversaire Score      | Adversaire Score     | Adversaire Score       | Adversaire Score      | Rang         | Adversaire Score      | Adversaire Score | Adversaire Score | Rang |
| --- | --------------- | ---------------------- | --------------------- | -------------------- | ---------------------- | --------------------- | ------------ | --------------------- | ---------------- | ---------------- | ---- |
| Gabriela Moreschi Bruna de Paula Mariane Fernándes Tamires Morena Lima Jéssica Quintino Ana Cláudia Bolzan Larissa Araújo Adriana Cardoso de Castro Samara Vieira Giulia Guarieiro Gabriela Bitolo Marcela Arounian Jhennifer Lopes Patrícia Matieli Kelly Rosa Renata Arruda | Tournoi féminin | Espagne Victoire 29-18 | Hongrie Défaite 24-25 | France Défaite 20-26 | Pays-Bas Défaite 24-31 | Angola Victoire 30-19 | 4e           | Norvège Défaite 15-32 | Éliminées        | Éliminées        | 7e   |

### Judo
| Athlète            | Compétition     | 1er tour                  | 2e tour                | Quart de finale                | Demi-finale                | Repêchage           | Finale / CB                 | Rang                               |
| Athlète            | Compétition     | Adversaire Résultat       | Adversaire Résultat    | Adversaire Résultat            | Adversaire Résultat        | Adversaire Résultat | Adversaire Résultat         | Rang                               |
| ------------------ | --------------- | ------------------------- | ---------------------- | ------------------------------ | -------------------------- | ------------------- | --------------------------- | ---------------------------------- |
| Michel Augusto     | Moins de 60 kg  | Sancho Victoire 01-00     | Nagayama Défaite 00-10 | Éliminé                        | Éliminé                    | Éliminé             | Éliminé                     | Éliminé                            |
| Willian Lima       | Moins de 66 kg  | Nurillaev Victoire 01-00  | Rahimov Victoire 10-00 | Yondonperenlein Victoire 01-00 | Kyrgyzbayev Victoire 10-00 | -                   | Abe Défaite 00-10           | Médaille d'argent, Jeux olympiques |
| Daniel Cargnin     | Moins de 73 kg  | Gjakova Défaite 00-10     | Éliminé                | Éliminé                        | Éliminé                    | Éliminé             | Éliminé                     | Éliminé                            |
| Guilherme Schimidt | Moins de 81 kg  | Šerifovski Victoire 10-00 | Esposito Défaite 00-01 | Éliminé                        | Éliminé                    | Éliminé             | Éliminé                     | Éliminé                            |
| Rafael Macedo      | Moins de 90 kg  | van 't End Victoire 10-00 | Creț Victoire 10-00    | Mosakhlishvili Défaite 00-01   | -                          | Han Victoire 11-00  | Ngayap Hambou Défaite 00-10 | 5e                                 |
| Leonardo Gonçalves | Moins de 100 kg | Kostoev Défaite 01-10     | Éliminé                | Éliminé                        | Éliminé                    | Éliminé             | Éliminé                     | Éliminé                            |
| Rafael Silva       | Plus de 100 kg  | Kokauri Défaite 00-10     | Éliminé                | Éliminé                        | Éliminé                    | Éliminé             | Éliminé                     | Éliminé                            |

| Athlète          | Compétition    | 1er tour              | 2e tour                  | Quart de finale             | Demi-finale          | Repêchage               | Finale / CB              | Rang                                |
| Athlète          | Compétition    | Adversaire Résultat   | Adversaire Résultat      | Adversaire Résultat         | Adversaire Résultat  | Adversaire Résultat     | Adversaire Résultat      | Rang                                |
| ---------------- | -------------- | --------------------- | ------------------------ | --------------------------- | -------------------- | ----------------------- | ------------------------ | ----------------------------------- |
| Natasha Ferreira | Moins de 48 kg | Tsunoda Défaite 00-11 | Éliminée                 | Éliminée                    | Éliminée             | Éliminée                | Éliminée                 | Éliminée                            |
| Larissa Pimenta  | Moins de 52 kg | Silva Victoire 10-00  | Giles Victoire 01-00     | Buchard Défaite 00-01       | -                    | Ballhaus Victoire 10-00 | Giuffrida Victoire 10-00 | Médaille de bronze, Jeux olympiques |
| Rafaela Silva    | Moins de 57 kg | Exemptée              | Pardayeva Victoire 10-00 | Liparteliani Victoire 10-00 | Huh Défaite 00-01    | -                       | Funakubo Défaite 00-10   | 5e                                  |
| Ketleyn Quadros  | Moins de 63 kg | Cabaña Victoire 10-00 | Agbegnenou Défaite 00-01 | Éliminée                    | Éliminée             | Éliminée                | Éliminée                 | Éliminée                            |
| Mayra Aguiar     | Moins de 78 kg | Exemptée              | Bellandi Défaite 00-01   | Éliminée                    | Éliminée             | Éliminée                | Éliminée                 | Éliminée                            |
| Beatriz Souza    | Plus de 78 kg  | Exemptée              | Marenco Victoire 10-00   | Kim Victoire 01-00          | Dicko Victoire 10-00 | -                       | Hershko Victoire 01-00   | Médaille d'or, Jeux olympiques      |

| Athlètes | Huitième de finale      | Quart de finale       | Demi-finale         | Repêchage           | Finale / CB         | Rang                                |
| Athlètes | Adversaire Résultat     | Adversaire Résultat   | Adversaire Résultat | Adversaire Résultat | Adversaire Résultat | Rang                                |
| --- | ----------------------- | --------------------- | ------------------- | ------------------- | ------------------- | ----------------------------------- |
| Willian Lima Daniel Cargnin Guilherme Schimidt Rafael Macedo Leonardo Gonçalves Rafael Silva Larissa Pimenta Rafaela Silva Ketleyn Quadros Beatriz Souza | Kazakhstan Victoire 4-2 | Allemagne Défaite 3-4 | -                   | Serbie Victoire 4-1 | Italie Victoire 4-3 | Médaille de bronze, Jeux olympiques |

### Lutte
| Athlète          | Compétition    | Huitièmes de finale    | Quart de finale        | Demi-finale         | Repêchage                   | Finale / CB         | Rang |
| Athlète          | Compétition    | Adversaire Résultat    | Adversaire Résultat    | Adversaire Résultat | Adversaire Résultat         | Adversaire Résultat | Rang |
| ---------------- | -------------- | ---------------------- | ---------------------- | ------------------- | --------------------------- | ------------------- | ---- |
| Giullia Penalber | Moins de 57 kg | Aquino Victoire 5-0 VT | Nichita Défaite 0-5 VT | -                   | Paruszewski Victoire 3-0 VP | Hong Défaite 0-4 ST | 5e   |

### Natation
| Athlète                                                           | Épreuve              | Séries        | Séries      | Demi-finales | Demi-finales | Finale        | Finale   |
| Athlète                                                           | Épreuve              | Temps         | Rang        | Temps        | Rang         | Temps         | Rang     |
| ----------------------------------------------------------------- | -------------------- | ------------- | ----------- | ------------ | ------------ | ------------- | -------- |
| Guilherme Caribé                                                  | 50 m nage libre      | 22 s 31       | 33e         | Éliminé      | Éliminé      | Éliminé       | Éliminé  |
| Guilherme Caribé                                                  | 100 m nage libre     | 48 s 35       | 12e         | 48 s 03      | 10e          | Éliminé       | Éliminé  |
| Marcelo Chierighini                                               | 100 m nage libre     | 49 s 38       | 35e         | Éliminé      | Éliminé      | Éliminé       | Éliminé  |
| Guilherme Costa                                                   | 200 m nage libre     | Forfait       | Forfait     | Forfait      | Forfait      | Forfait       | Forfait  |
| Guilherme Costa                                                   | 400 m nage libre     | 3 min 44 s 23 | 2e          | Non disputé  | Non disputé  | 3 min 42 s 76 | 5e       |
| Eduardo Moraes                                                    | 400 m nage libre     | 3 min 51 s 74 | 28e         | Non disputé  | Non disputé  | Éliminé       | Éliminé  |
| Guilherme Costa                                                   | 800 m nage libre     | 7 min 54 s 41 | 20e         | Non disputé  | Non disputé  | Éliminé       | Éliminé  |
| Kayky Mota                                                        | 100 m papillon       | 52 s 11       | 22e         | Éliminé      | Éliminé      | Éliminé       | Éliminé  |
| Nicolas Albiero                                                   | 200 m papillon       | 1 min 56 s 49 | 18e         | Éliminé      | Éliminé      | Éliminé       | Éliminé  |
| Guilherme Caribé Marcelo Chierighini Gabriel Santos Breno Correia | 4 × 100 m nage libre | 3 min 14 s 22 | 10e         | Non disputé  | Non disputé  | Éliminés      | Éliminés |
| Guilherme Costa Fernando Scheffer Murilo Sartori Eduardo Moraes   | 4 × 200 m nage libre | 7 min 10 s 26 | 12e         | Non disputé  | Non disputé  | Éliminés      | Éliminés |
| Guilherme Costa                                                   | 10 km en eau libre   | Non disputé   | Non disputé | Non disputé  | Non disputé  | Abandon       | Abandon  |

| Athlète                                                                           | Épreuve              | Séries        | Séries      | Demi-finales  | Demi-finales | Finale           | Finale    |
| Athlète                                                                           | Épreuve              | Temps         | Rang        | Temps         | Rang         | Temps            | Rang      |
| --------------------------------------------------------------------------------- | -------------------- | ------------- | ----------- | ------------- | ------------ | ---------------- | --------- |
| Maria Fernanda Costa                                                              | 200 m nage libre     | 1 min 56 s 65 | 8e          | 1 min 56 s 89 | 11e          | Éliminée         | Éliminée  |
| Maria Fernanda Costa                                                              | 400 m nage libre     | 4 min 3 s 47  | 7e          | Non disputé   | Non disputé  | 4 min 3 s 53     | 7e        |
| Maria Fernanda Costa                                                              | 800 m nage libre     | 8 min 32 s 20 | 10e         | Non disputé   | Non disputé  | Éliminée         | Éliminée  |
| Gabrielle Roncatto                                                                | 400 m nage libre     | 4 min 10 s 46 | 16e         | Non disputé   | Non disputé  | Éliminée         | Éliminée  |
| Beatriz Dizotti                                                                   | 1 500 m nage libre   | 16 min 5 s 40 | 7e          | Non disputé   | Non disputé  | 16 min 2 s 86    | 7e        |
| Ana Carolina Vieira Stephanie Balduccini Giovana Reis Maria Paula Heitmann        | 4 × 100 m nage libre | 3 min 40 s 60 | 12e         | Non disputé   | Non disputé  | Éliminées        | Éliminées |
| Maria Fernanda Costa Gabrielle Roncatto Stephanie Balduccini Maria Paula Heitmann | 4 × 200 m nage libre | 7 min 52 s 81 | 5e          | Non disputé   | Non disputé  | 7 min 52 s 90    | 7e        |
| Ana Marcela Cunha                                                                 | 10 km en eau libre   | Non disputé   | Non disputé | Non disputé   | Non disputé  | 2 h 4 min 15 s 7 | 4e        |
| Viviane Jungblut                                                                  | 10 km en eau libre   | Non disputé   | Non disputé | Non disputé   | Non disputé  | 2 h 6 min 15 s 8 | 11e       |

| Athlète                                                                   | Épreuve           | Série         | Série | Finale   | Finale   |
| Athlète                                                                   | Épreuve           | Temps         | Rang  | Temps    | Rang     |
| ------------------------------------------------------------------------- | ----------------- | ------------- | ----- | -------- | -------- |
| Guilherme Basseto Gabrielle Roncatto Nicolas Albiero Stephanie Balduccini | 4 × 100 m 4 nages | 3 min 57 s 27 | 16e   | Éliminés | Éliminés |

### Pentathlon moderne
| Athlète       | Compétition | Qualifications Poule d'escrime | Qualifications Poule d'escrime | Qualifications Poule d'escrime | Demi-finale | Demi-finale   | Demi-finale | Demi-finale | Demi-finale | Demi-finale | Demi-finale | Demi-finale | Demi-finale    | Demi-finale | Demi-finale | Demi-finale  | Demi-finale | Finale   | Finale   | Finale   | Finale   | Finale     | Finale     | Finale     | Finale     | Finale    | Finale    | Finale    | Finale       | Finale   |
| Athlète       | Compétition | Qualifications Poule d'escrime | Qualifications Poule d'escrime | Qualifications Poule d'escrime | Escrime     | Natation      | Natation    | Natation    | Equitation  | Equitation  | Equitation  | Equitation  | Laser-Run      | Laser-Run   | Laser-Run   | Total points | Rang        | Escrime  | Natation | Natation | Natation | Equitation | Equitation | Equitation | Equitation | Laser-Run | Laser-Run | Laser-Run | Total points | Rang     |
| Athlète       | Compétition | V-D                            | Rang                           | Points                         | BR          | Temps         | Rang        | Temps       | Pénalité    | Rang        | Points      | Temps       | Rang           | Points      | BR          | Total points | Rang        | Temps    | Rang     | Temps    | Pénalité | Rang       | Points     | Temps      | Rang       | Points    |           |           | Total points | Rang     |
| ------------- | ----------- | ------------------------------ | ------------------------------ | ------------------------------ | ----------- | ------------- | ----------- | ----------- | ----------- | ----------- | ----------- | ----------- | -------------- | ----------- | ----------- | ------------ | ----------- | -------- | -------- | -------- | -------- | ---------- | ---------- | ---------- | ---------- | --------- | --------- | --------- | ------------ | -------- |
| Isabela Abreu | Femmes      | 10-25                          | 36e                            | 175                            | 0           | 2 min 25 s 63 | 16e         | 259         | 68 s 05     | 12          | 12e         | 288         | 12 min 22 s 30 | 14e         | 558         | 1 280        | 16e         | Éliminée | Éliminée | Éliminée | Éliminée | Éliminée   | Éliminée   | Éliminée   | Éliminée   | Éliminée  | Éliminée  | Éliminée  | Éliminée     | Éliminée |

### Plongeon
| Athlète         | Compétition     | Tour préliminaire | Tour préliminaire | Demi-finale | Demi-finale | Finale   | Finale   |
| Athlète         | Compétition     | Points            | Rang              | Points      | Rang        | Points   | Rang     |
| --------------- | --------------- | ----------------- | ----------------- | ----------- | ----------- | -------- | -------- |
| Ingrid Oliveira | Haut-vol à 10 m | 255,90            | 23e               | Éliminée    | Éliminée    | Éliminée | Éliminée |

### Rugby à sept
| Athlètes | Épreuve         | Premier tour        | Premier tour            | Premier tour        | Premier tour | Quart de finale  | Matchs de classement | Matchs de classement | Rang |
| Athlètes | Épreuve         | Adversaire Score    | Adversaire Score        | Adversaire Score    | Rang         | Adversaire Score | Adversaire Score     | Adversaire Score     | Rang |
| --- | --------------- | ------------------- | ----------------------- | ------------------- | ------------ | ---------------- | -------------------- | -------------------- | ---- |
| Mariana Nicolau Luiza Campos Milena Mariano Gisele Gomes Thalia Costa Thalita Costa Yasmim Soares Marina Fioravanti Gabriela Lima Raquel Kochhann Bianca Silva Marcelle Souza | Tournoi féminin | France Défaite 0-26 | États-Unis Défaite 5-24 | Japon Défaite 12-39 | 4e           | Non qualifiées   | Fidji Victoire 28-22 | Japon Défaite 7-38   | 10e  |

### Skateboard
| Athlète         | Compétition | Qualifications | Qualifications | Qualifications | Qualifications | Finale   | Finale   | Finale   | Finale                              |
| Athlète         | Compétition | Run 1          | Run 2          | Run 3          | Rang           | Run 1    | Run 2    | Run 3    | Rang                                |
| --------------- | ----------- | -------------- | -------------- | -------------- | -------------- | -------- | -------- | -------- | ----------------------------------- |
| Augusto Akio    | Hommes      | 88,79          | 29,33          | 88,98          | 8e             | 2,66     | 81,34    | 91,85    | Médaille de bronze, Jeux olympiques |
| Pedro Barros    | Hommes      | 89,24          | 2,83           | 81,10          | 6e             | 22,10    | 86,41    | 91,65    | 4e                                  |
| Luigi Cini      | Hommes      | 89,10          | 29,33          | 12,06          | 7e             | 19,70    | 2,36     | 76,89    | 7e                                  |
| Isadora Pacheco | Femmes      | 82,07          | 63,66          | 64,48          | 9e             | Éliminée | Éliminée | Éliminée | Éliminée                            |
| Dora Varella    | Femmes      | 76,57          | 82,29          | 69,30          | 8e             | 85,06    | 77,62    | 89,14    | 4e                                  |
| Raicca Ventura  | Femmes      | 76,24          | 64,33          | 64,48          | 12e            | Éliminée | Éliminée | Éliminée | Éliminée                            |

| Athlète          | Compétition | Qualifications | Qualifications | Qualifications | Qualifications | Qualifications | Qualifications | Qualifications | Qualifications | Qualifications | Finale   | Finale   | Finale   | Finale   | Finale   | Finale   | Finale   | Finale   | Finale                              |
| Athlète          | Compétition | Runs           | Runs           | Tricks         | Tricks         | Tricks         | Tricks         | Tricks         | Total          | Rang           | Runs     | Runs     | Tricks   | Tricks   | Tricks   | Tricks   | Tricks   | Total    | Rang                                |
| Athlète          | Compétition | 1              | 2              | 1              | 2              | 3              | 4              | 5              | Total          | Rang           | 1        | 2        | 1        | 2        | 3        | 4        | 5        | Total    | Rang                                |
| ---------------- | ----------- | -------------- | -------------- | -------------- | -------------- | -------------- | -------------- | -------------- | -------------- | -------------- | -------- | -------- | -------- | -------- | -------- | -------- | -------- | -------- | ----------------------------------- |
| Felipe Gustavo   | Hommes      | 26,29          | 64,67          | 93,22          | 0,00           | 0,00           | 0,00           | 0,00           | 157,89         | 15e            | Éliminé  | Éliminé  | Éliminé  | Éliminé  | Éliminé  | Éliminé  | Éliminé  | Éliminé  | Éliminé                             |
| Kelvin Hoefler   | Hommes      | 86,48          | 90,41          | 0,00           | 73,98          | 85,53          | 0,00           | 89,30          | 265,24         | 6e             | 87,25    | 38,74    | 90,14    | 0,00     | 92,88    | 0,00     | 0,00     | 270,27   | 6e                                  |
| Giovanni Vianna  | Hommes      | 85,67          | 44,03          | 0,00           | 0,00           | 92,85          | NN             | 0,00           | 178,52         | 13e            | Éliminé  | Éliminé  | Éliminé  | Éliminé  | Éliminé  | Éliminé  | Éliminé  | Éliminé  | Éliminé                             |
| Rayssa Leal      | Femmes      | 59,88          | 35,62          | 85,87          | 88,87          | 92,68          | 0,00           | 0,00           | 241,43         | 7e             | 71,66    | 34,80    | 0,00     | 92,888   | 0,00     | 0,00     | 88,83    | 253,37   | Médaille de bronze, Jeux olympiques |
| Gabriela Mazetto | Femmes      | 21,07          | 61,17          | 0,00           | 0,00           | NN             | 83,18          | 0,00           | 144,35         | 19e            | Éliminée | Éliminée | Éliminée | Éliminée | Éliminée | Éliminée | Éliminée | Éliminée | Éliminée                            |
| Pâmela Rosa      | Femmes      | 11,52          | 41,48          | 0,00           | 0,00           | 80,10          | 0,00           | 83,65          | 205,23         | 16e            | Éliminée | Éliminée | Éliminée | Éliminée | Éliminée | Éliminée | Éliminée | Éliminée | Éliminée                            |

### Surf
| Athlète             | Compétition | 1er tour | 1er tour | 2e tour                           | 3e tour                         | Quart de finale                | Demi-finale                    | Finale / MB                   | Finale / MB                         |
| Athlète             | Compétition | Score    | Rang     | Adversaire Résultat               | Adversaire Résultat             | Adversaire Résultat            | Adversaire Résultat            | Adversaire Résultat           | Classement                          |
| ------------------- | ----------- | -------- | -------- | --------------------------------- | ------------------------------- | ------------------------------ | ------------------------------ | ----------------------------- | ----------------------------------- |
| Filipe Toledo       | Hommes      | 7,63     | 2e       | Stairmand Victoire 17,00 - 14,00  | Inaba Défaite 2,46 - 6,00       | Éliminé                        | Éliminé                        | Éliminé                       | Éliminé                             |
| João Chianca        | Hommes      | 10,07    | 1er      | Exempté                           | Boukhiam Victoire 18,10 - 17,80 | Medina Défaite 9,33 - 14,77    | Éliminé                        | Éliminé                       | Éliminé                             |
| Gabriel Medina      | Hommes      | 13,50    | 1er      | Exempté                           | Igarashi Victoire 17,40 - 7,04  | Chianca Victoire 14,77 - 9,33  | Robinson Défaite 6,33 - 12,33  | Correa Victoire 15,54 - 12,43 | Médaille de bronze, Jeux olympiques |
| Tatiana Weston-Webb | Femmes      | 10,33    | 2e       | Resano Victoire 9,50 - 3,30       | Simmers Victoire 12,34 - 1,93   | Erostarbe Victoire 8,10 - 6,34 | Hennessy Victoire 13,66 - 6,17 | Marks Défaite 10,33 - 10,50   | Médaille d'argent, Jeux olympiques  |
| Tainá Hinckel       | Femmes      | 5,73     | 2e       | Dempfle-Olin Victoire 7,10 - 6,30 | Silva Défaite 5,93 - 6,00       | Éliminée                       | Éliminée                       | Éliminée                      | Éliminée                            |
| Luana Silva         | Femmes      | 7,27     | 1re      | Exemptée                          | Hinckel Victoire 6,00 - 5,93    | Hennessy Défaite 5,47 - 6,37   | Éliminée                       | Éliminée                      | Éliminée                            |

### Taekwondo
| Athlète          | Compétition    | Éliminatoires             | Quart de finale     | Demi-finale         | Repêchage           | Finale / CB         | Rang                                |
| Athlète          | Compétition    | Adversaire Résultat       | Adversaire Résultat | Adversaire Résultat | Adversaire Résultat | Adversaire Résultat | Rang                                |
| ---------------- | -------------- | ------------------------- | ------------------- | ------------------- | ------------------- | ------------------- | ----------------------------------- |
| Edival Pontes    | Moins de 68 kg | Kareem Défaite 1-2        | Non qualifié        | Non qualifié        | Reçber Victoire 2-1 | Pérez Victoire 2-1  | Médaille de bronze, Jeux olympiques |
| Henrique Marques | Moins de 80 kg | Al-Sharabaty Victoire 2-0 | Seo Défaite 0-2     | Éliminé             | Éliminé             | Éliminé             | Éliminé                             |

| Athlète             | Compétition    | Éliminatoires        | Quart de finale     | Demi-finale         | Repêchage           | Finale / CB         | Rang     |
| Athlète             | Compétition    | Adversaire Résultat  | Adversaire Résultat | Adversaire Résultat | Adversaire Résultat | Adversaire Résultat | Rang     |
| ------------------- | -------------- | -------------------- | ------------------- | ------------------- | ------------------- | ------------------- | -------- |
| Maria Clara Pacheco | Moins de 57 kg | Hymer Victoire 2-0   | Luo Défaite 1-2     | Éliminée            | Éliminée            | Éliminée            | Éliminée |
| Caroline Santos     | Moins de 67 kg | Tongchan Défaite 0-2 | Éliminée            | Éliminée            | Éliminée            | Éliminée            | Éliminée |

### Tennis
| Joueurs             | Compétition | 1/32e de finale                  | 1/16e de finale              | 1/8e de finale      | Quarts de finale    | Demi-finales        | Finale / MB         | Rang     |
| Joueurs             | Compétition | Adversaire Résultat              | Adversaire Résultat          | Adversaire Résultat | Adversaire Résultat | Adversaire Résultat | Adversaire Résultat | Rang     |
| ------------------- | ----------- | -------------------------------- | ---------------------------- | ------------------- | ------------------- | ------------------- | ------------------- | -------- |
| Thiago Monteiro     | Messieurs   | Báez Défaite 4-6, 3-6            | Éliminé                      | Éliminé             | Éliminé             | Éliminé             | Éliminé             | Éliminé  |
| Thiago Seyboth Wild | Messieurs   | Etcheverry Défaite 6-77, 2-6     | Éliminé                      | Éliminé             | Éliminé             | Éliminé             | Éliminé             | Éliminé  |
| Beatriz Haddad Maia | Dames       | Gracheva Victoire 6-4, 4-6, 6-0  | Schmiedlová Défaite 4-6, 4-6 | Éliminée            | Éliminée            | Éliminée            | Éliminée            | Éliminée |
| Laura Pigossi       | Dames       | Yastremska Défaite 6-3, 5-7, 0-6 | Éliminée                     | Éliminée            | Éliminée            | Éliminée            | Éliminée            | Éliminée |

| Joueurs                             | Compétition | 1/16e de finale                       | 1/8e de finale                    | Quarts de finale     | Demi-finales         | Finale / MB          | Rang      |
| Joueurs                             | Compétition | Adversaires Résultat                  | Adversaires Résultat              | Adversaires Résultat | Adversaires Résultat | Adversaires Résultat | Rang      |
| ----------------------------------- | ----------- | ------------------------------------- | --------------------------------- | -------------------- | -------------------- | -------------------- | --------- |
| Thiago Monteiro Thiago Seyboth Wild | Messieurs   | Bublik / Nedovyesov Victoire 6-4, 6-4 | Krajicek / Ram Défaite 4-6, 6-73  | Éliminés             | Éliminés             | Éliminés             | Éliminés  |
| Beatriz Haddad Maia Luisa Stefani   | Dames       | Yuan / Zhang S. Victoire 6-4, 6-4     | Boulter / Watson Défaite 3-6, 4-6 | Éliminées            | Éliminées            | Éliminées            | Éliminées |
| Thiago Seyboth Wild Luisa Stefani   | Mixte       | Zhang Z. / Wang Défaite 6-3, 3-68     | Éliminés                          | Éliminés             | Éliminés             | Éliminés             | Éliminés  |

### Tennis de table
| Athlète(s) (n° de tête de série) | Compétition      | 1er tour            | 2e tour                | 3e tour               | 4e tour                | Quart de finale     | Demi-finale           | Finale / MB           | Rang     |
| Athlète(s) (n° de tête de série) | Compétition      | Adversaire(s) Score | Adversaire(s) Score    | Adversaire(s) Score   | Adversaire(s) Score    | Adversaire(s) Score | Adversaire(s) Score   | Adversaire(s) Score   | Rang     |
| -------------------------------- | ---------------- | ------------------- | ---------------------- | --------------------- | ---------------------- | ------------------- | --------------------- | --------------------- | -------- |
| Hugo Calderano (4)               | Simple messieurs | Exempté             | Pereira Victoire 4-0   | Robles Victoire 4-2   | A. Lebrun Victoire 4-1 | Jang Victoire 4-0   | Möregårdh Défaite 2-4 | F. Lebrun Défaite 0-4 | 4e       |
| Vitor Ishiy (48)                 | Simple messieurs | Exempté             | Lum Victoire 4-0       | Ovtcharov Défaite 1-4 | Éliminé                | Éliminé             | Éliminé               | Éliminé               | Éliminé  |
| Bruna Takahashi (14)             | Simple dames     | Exemptée            | Edem (en) Victoire 4-0 | Zhang Défaite 2-4     | Éliminée               | Éliminée            | Éliminée              | Éliminée              | Éliminée |
| Giulia Takahashi (47)            | Simple dames     | Exemptée            | Sun Défaite 0-4        | Éliminée              | Éliminée               | Éliminée            | Éliminée              | Éliminée              | Éliminée |

| Athlètes (n° de tête de série)                        | Compétition           | Premier tour              | Quart de finale    | Demi-finale       | Finale / MB       | Rang      |
| Athlètes (n° de tête de série)                        | Compétition           | Adversaires Score         | Adversaires Score  | Adversaires Score | Adversaires Score | Rang      |
| ----------------------------------------------------- | --------------------- | ------------------------- | ------------------ | ----------------- | ----------------- | --------- |
| Hugo Calderano Vitor Ishiy Guilherme Teodoro (9)      | Par équipes messieurs | Portugal Victoire 3-1     | France Défaite 0-3 | Éliminés          | Éliminés          | Éliminés  |
| Bruna Takahashi Giulia Takahashi Bruna Alexandre (10) | Par équipes dames     | Corée du Sud Défaite 1-3  | Éliminées          | Éliminées         | Éliminées         | Éliminées |
| Vitor Ishiy Bruna Takahashi (12)                      | Double mixte          | Robles / Xiao Défaite 2-4 | Éliminés           | Éliminés          | Éliminés          | Éliminés  |

### Tir
| Tireurs              | Compétition                  | Qualification | Qualification | Finale  | Finale  |
| Tireurs              | Compétition                  | Points        | Rang          | Points  | Rang    |
| -------------------- | ---------------------------- | ------------- | ------------- | ------- | ------- |
| Philipe Chateaubrian | Pistolet à 10 m air comprimé | 561           | 31e           | Éliminé | Éliminé |

| Tireuses        | Compétition                  | Qualification | Qualification | Finale   | Finale   |
| Tireuses        | Compétition                  | Points        | Rang          | Points   | Rang     |
| --------------- | ---------------------------- | ------------- | ------------- | -------- | -------- |
| Geovana Meyer   | Carabine à 10 m air comprimé | 623,5         | 38e           | Éliminée | Éliminée |
| Geovana Meyer   | Carabine à 50 m 3 positions  | 581           | 22e           | Éliminée | Éliminée |
| Georgia Furquim | Skeet                        | 111           | 26e           | Éliminée | Éliminée |

### Tir à l'arc
| Athlète                   | Compétition | Tour préliminaire | Tour préliminaire | 1/32e de finale       | 1/16e de finale        | 1/8e de finale       | Quart de finale  | Demi-finale      | Finale / MB      | Rang     |
| Athlète                   | Compétition | Score             | Rang              | Adversaire Score      | Adversaire Score       | Adversaire Score     | Adversaire Score | Adversaire Score | Adversaire Score | Rang     |
| ------------------------- | ----------- | ----------------- | ----------------- | --------------------- | ---------------------- | -------------------- | ---------------- | ---------------- | ---------------- | -------- |
| Marcus Vinicius D'Almeida | Hommes      | 673               | 17e               | Usach Victoire 6-2    | Saito Victoire 7-1     | Kim Défaite 1-7      | Éliminé          | Éliminé          | Éliminé          | Éliminé  |
| Ana Luiza Caetano         | Femmes      | 660               | 19e               | Pintarič Victoire 6-2 | Mashayikh Victoire 6-5 | Barbelin Défaite 2-6 | Éliminée         | Éliminée         | Éliminée         | Éliminée |

| Athlètes                                    | Compétition | Tour préliminaire | Tour préliminaire | 1/8e de finale      | Quart de finale   | Demi-finale       | Finale / MB       | Rang     |
| Athlètes                                    | Compétition | Score             | Rang              | Adversaires Score   | Adversaires Score | Adversaires Score | Adversaires Score | Rang     |
| ------------------------------------------- | ----------- | ----------------- | ----------------- | ------------------- | ----------------- | ----------------- | ----------------- | -------- |
| Marcus Vinicius D'Almeida Ana Luiza Caetano | Mixte       | 1 333             | 10e               | Mexique Défaite 1-5 | Éliminés          | Éliminés          | Éliminés          | Éliminés |

### Trampoline
| Athlète       | Compétition       | Qualifications  | Qualifications | Qualifications | Qualifications | Finale        | Finale   |
| Athlète       | Compétition       | Routine imposée | Routine libre  | Meilleur score | Rang           | Routine libre | Rang     |
| ------------- | ----------------- | --------------- | -------------- | -------------- | -------------- | ------------- | -------- |
| Rayan Dutra   | Concours masculin | 56,370          | 56,210         | 56,370         | 12e            | Éliminé       | Éliminé  |
| Camilla Gomes | Concours féminin  | 42,920          | 50,580         | 50,580         | 15e            | Éliminée      | Éliminée |

### Triathlon
| Athlètes        | Compétition | Natation (1,5 km) | Transition 1 | Vélo (40 km) | Transition 2 | Course (10 km) | Temps           | Résultat |
| --------------- | ----------- | ----------------- | ------------ | ------------ | ------------ | -------------- | --------------- | -------- |
| Miguel Hidalgo  | Hommes      | 20 min 57 s       | 53 s         | 51 min 36 s  | 25 s         | 30 min 36 s    | 1 h 44 min 27 s | 10e      |
| Manoel Messias  | Hommes      | 23 min 8 s        | 53 s         | 54 min 21 s  | 31 s         | 32 min 7 s     | 1 h 51 min 0 s  | 45e      |
| Djenyfer Arnold | Femmes      | 24 min 3 s        | 56 s         | 59 min 42 s  | 26 s         | 35 min 31 s    | 1 h 58 min 45 s | 20e      |
| Vittória Lopes  | Femmes      | 22 min 18 s       | 57 s         | 59 min 42 s  | 32 s         | 36 min 41 s    | 2 h 0 min 10 s  | 25e      |

| Athlètes        | Natation (300 m) | Transition 1 | Vélo (8 km) | Transition 2 | Course (2 km) | Temps (athlètes) | Temps (équipe)  | Résultat |
| --------------- | ---------------- | ------------ | ----------- | ------------ | ------------- | ---------------- | --------------- | -------- |
| Miguel Hidalgo  | 4 min 8 s        | 1 min 7 s    | 9 min 40 s  | 22 s         | 5 min 6 s     | 20 min 23 s      | 1 h 27 min 23 s | 8e       |
| Djenyfer Arnold | 5 min 3 s        | 1 min 10 s   | 10 min 21 s | 27 s         | 5 min 43 s    | 22 min 44 s      | 1 h 27 min 23 s | 8e       |
| Manoel Messias  | 4 min 34 s       | 1 min 4 s    | 9 min 33 s  | 25 s         | 5 min 6 s     | 20 min 42 s      | 1 h 27 min 23 s | 8e       |
| Vittória Lopes  | 4 min 59 s       | 1 min 13 s   | 10 min 46 s | 27 s         | 6 min 9 s     | 23 min 34 s      | 1 h 27 min 23 s | 8e       |

### Voile
Nota : le résultat barré est le plus mauvais de l’athlète concerné. Il n’est pas pris en compte dans le total.
| Athlètes                    | Compétition         | Régates | Régates | Régates | Régates | Régates | Régates | Régates | Régates | Régates     | Régates     | Régates     | Régates     | Régates | Total net | Classement |
| Athlètes                    | Compétition         | 1       | 2       | 3       | 4       | 5       | 6       | 7       | 8       | 9           | 10          | 11          | 12          | CM      | Total net | Classement |
| --------------------------- | ------------------- | ------- | ------- | ------- | ------- | ------- | ------- | ------- | ------- | ----------- | ----------- | ----------- | ----------- | ------- | --------- | ---------- |
| Bruno Fontes                | Laser hommes        | 31      | 31      | 6       | 30      | 32      | 34      | 25      | 6       | Non disputé | Non disputé | Non disputé | Non disputé | EL      | 161       | 28e        |
| Marco Grael Gabriel Simões  | 49er hommes         | 21      | 14      | 16      | 20      | 16      | 18      | 9       | 10      | 16          | 12          | 19          | 16          | EL      | 166       | 19e        |
| Gabriella Kidd              | Laser Radial femmes | 15      | 6       | 15      | 34      | 23      | 30      | 44      | 34      | 41          | Non disputé | Non disputé | Non disputé | EL      | 198       | 33e        |
| Martine Grael Kahena Kunze  | 49er FX femmes      | 13      | 5       | 6       | 21      | 19      | 12      | 10      | 9       | 13          | 4           | 9           | 2           | 10      | 112       | 8e         |
| João Siemsen Marina Arndt   | Nacra 17 mixte      | 14      | 10      | 11      | 11      | 5       | 11      | 5       | 14      | 7           | 8           | 13          | 14          | 6       | 115       | 10e        |
| Henrique Haddad Isabel Swan | 470 mixte           | 12      | 12      | 10      | 12      | 9       | 8       | 13      | 1       | Non disputé | Non disputé | Non disputé | Non disputé | 20      | 84        | 10e        |

| Athlètes     | Compétition         | Régates | Régates | Régates | Régates | Régates | Régates | Régates | Régates     | Régates     | Régates     | Régates     | Régates     | Régates     | Régates    | Régates | Quart de finale | Demi-finale | Demi-finale | Demi-finale | Demi-finale | Demi-finale | Demi-finale | Demi-finale | Demi-finale | Finale  | Finale  | Finale  | Finale  | Finale  | Finale  | Finale  | Finale  |
| Athlètes     | Compétition         | 1       | 2       | 3       | 4       | 5       | 6       | 7       | 8           | 9           | 10          | 11          | 12          | 13          | Points net | Rang    | Rang            | 1           | 2           | 3           | 4           | 5           | 6           | Total       | Rang        | 1       | 2       | 3       | 4       | 5       | 6       | Total   | Rang    |
| ------------ | ------------------- | ------- | ------- | ------- | ------- | ------- | ------- | ------- | ----------- | ----------- | ----------- | ----------- | ----------- | ----------- | ---------- | ------- | --------------- | ----------- | ----------- | ----------- | ----------- | ----------- | ----------- | ----------- | ----------- | ------- | ------- | ------- | ------- | ------- | ------- | ------- | ------- |
| Mateus Isaac | IQFoil hommes       | 25      | 2       | 14      | 8       | 13      | 15      | 16      | 18          | 15          | 8           | 19          | 16          | 5           | 130        | 16e     | Éliminé         | Éliminé     | Éliminé     | Éliminé     | Éliminé     | Éliminé     | Éliminé     | Éliminé     | Éliminé     | Éliminé | Éliminé | Éliminé | Éliminé | Éliminé | Éliminé | Éliminé | Éliminé |
| Bruno Lobo   | Formula Kite hommes | 3       | 7       | 10      | 4       | 15      | 9       | 5       | Non disputé | Non disputé | Non disputé | Non disputé | Non disputé | Non disputé | 28         | 7       | -               | 1           | 3           | -           | -           | -           | -           | 1           | 3           | Éliminé | Éliminé | Éliminé | Éliminé | Éliminé | Éliminé | Éliminé | Éliminé |

### Volley-ball

#### Beach-volley
| Athlètes                                | Compétition      | Tour préliminaire                            | Tour préliminaire                            | Tour préliminaire                           | Tour préliminaire | 1/8e de finale                                  | Quart de finale                             | Demi-finale                                             | Finale / MB                                             | Rang                           |
| Athlètes                                | Compétition      | Adversaires Score                            | Adversaires Score                            | Adversaires Score                           | Rang              | Adversaires Score                               | Adversaires Score                           | Adversaires Score                                       | Adversaires Score                                       | Rang                           |
| --------------------------------------- | ---------------- | -------------------------------------------- | -------------------------------------------- | ------------------------------------------- | ----------------- | ----------------------------------------------- | ------------------------------------------- | ------------------------------------------------------- | ------------------------------------------------------- | ------------------------------ |
| André Stein George Wanderley            | Tournoi masculin | Abicha / El Graoui Victoire 21-18, 21-10     | Díaz / Alayo Défaite 13-21, 18-21            | Partain / Benesh Défaite 17-21, 21-14, 8-15 | 3e                | Ehlers / Wickler Défaite 16-21, 17-21           | Éliminés                                    | Éliminés                                                | Éliminés                                                | 9e                             |
| Arthur Lanci Evandro Gonçalves          | Tournoi masculin | Hörl / Horst Victoire 21-18, 21-19           | Schachter / Dearing Victoire 21-13, 21-16    | Perušič / Schweiner Victoire 21-18, 21-16   | 1er               | van de Velde / Immers Victoire 21-16, 21-16     | Åhman / Hellvig Défaite 17-21, 16-21        | Éliminés                                                | Éliminés                                                | 5e                             |
| Ana Patrícia Ramos Duda Lisboa          | Tournoi féminin  | Abdelhady / Elghobashy Victoire 21-14, 21-19 | Fernández / Soria Victoire 21-12, 21-13      | Gottardi / Menegatti Victoire 21-17, 21-10  | 1re               | Uchida / Ishii Victoire 21-15, 21-16            | Graudiņa / Kravčenoka Victoire 21-16, 21-10 | Artacho del Solar / Clancy Victoire 20-22, 21-15, 15-12 | Humana-Paredes / Wilkerson Victoire 26-24, 12-21, 15-10 | Médaille d'or, Jeux olympiques |
| Bárbara Seixas Carolina Solberg Salgado | Tournoi féminin  | Uchida / Ishii Victoire 21-12, 21-19         | Paulikienė / Raupelytė Victoire 21-13, 21-14 | Stam / Schoon Victoire 16-21, 21-17, 19-17  | 1re               | Artacho del Solar / Clancy Défaite 22-14, 14-21 | Éliminées                                   | Éliminées                                               | Éliminées                                               | 9e                             |

#### En salle
| Joueurs | Épreuve          | Premier tour       | Premier tour        | Premier tour         | Premier tour | Quart de finale                     | Demi-finale            | Finale / MB          | Rang                                |
| Joueurs | Épreuve          | Adversaire Score   | Adversaire Score    | Adversaire Score     | Rang         | Adversaire Score                    | Adversaire Score       | Adversaire Score     | Rang                                |
| --- | ---------------- | ------------------ | ------------------- | -------------------- | ------------ | ----------------------------------- | ---------------------- | -------------------- | ----------------------------------- |
| Bruno Mossa de Rezende Lukas Bergmann Adriano Xavier Yoandy Leal Isac Santos Fernando Kreling Lucas Saatkamp Thales Hoss Ricardo Lucarelli de Souza Alan Souza Flávio Gualberto Darlan Souza                              | Tournoi masculin | Italie Défaite 1-3 | Pologne Défaite 2-3 | Égypte Victoire 3-0  | 3e           | États-Unis Défaite 1-3              | Éliminés               | Éliminés             | Éliminés                            |
| Natália Araújo Júlia Bergmann Macris Carneiro Nyeme Costa Diana Duarte Gabriela Guimarães Thaísa Menezes Rosamaria Montibeller Roberta Ratzke Ana Carolina da Silva Ana Cristina de Souza Tainara Santos Lorenne Teixeira | Tournoi féminin  | Kenya Victoire 3-0 | Japon Victoire 3-0  | Pologne Victoire 3-0 | 1re          | République dominicaine Victoire 3-0 | États-Unis Défaite 2-3 | Turquie Victoire 3-1 | Médaille de bronze, Jeux olympiques |